# Lina Wertmüllerová
Arcangela Felice Assunta "Lina" Wertmüllerová (14. srpna 1928 Řím – 9. prosince 2021 Řím) byla italská filmová režisérka a scenáristka levicové orientace. Nejvíce se proslavila svými uměleckými filmy ze 70. let. Stala se historicky první ženskou režisérkou, která byla nominována na Oscara za nejlepší režii. Stalo se tak roku 1976 za film Pasqualino Sedmikráska. Tento snímek byl nominován i na Oscara za nejlepší zahraniční film a za nejlepší původní scénář, který rovněž napsala Wertmüllerová. V roce 2020 získala Čestnou cenu Americké filmové akademie a v roce 2010 cenu David di Donatello za celoživotní dílo. Hrdiny jejích filmů jsou obvykle levicoví intelektuálové, často komunisté (přestože sama pocházela z bohaté šlechtické rodiny), nebo ženy usilující o emancipaci.